# Eugen Biser
Eugen Biser (* 6. Januar 1918 in Oberbergen im Kaiserstuhl; † 25. März 2014 in München) war ein deutscher römisch-katholischer Priester, Theologe und Religionsphilosoph. Von 1974 bis 1986 war er Inhaber des Romano-Guardini-Lehrstuhls für Christliche Weltanschauung und Religionsphilosophie an der Ludwig-Maximilians-Universität München.

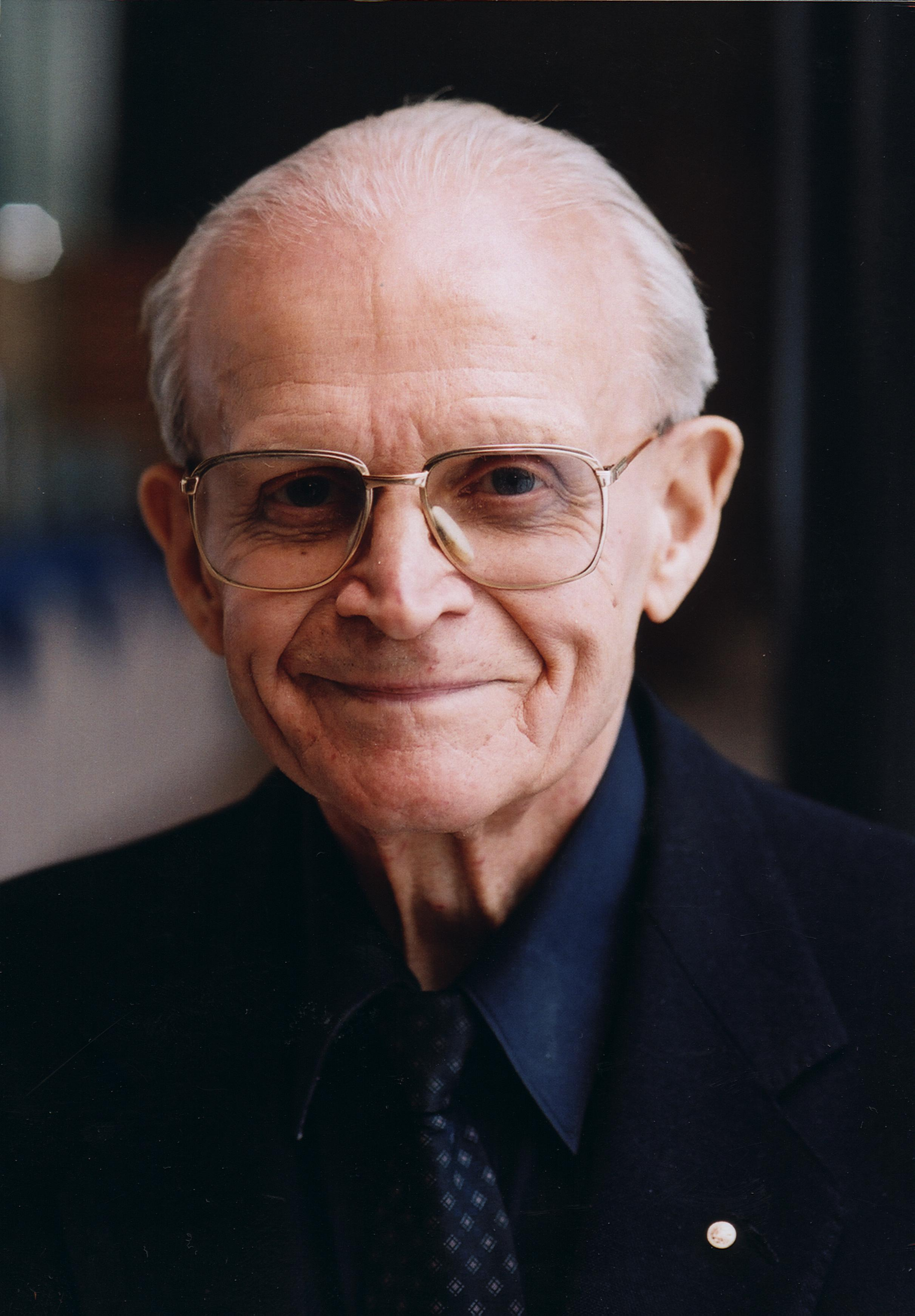
Eugen Biser, vor 2009

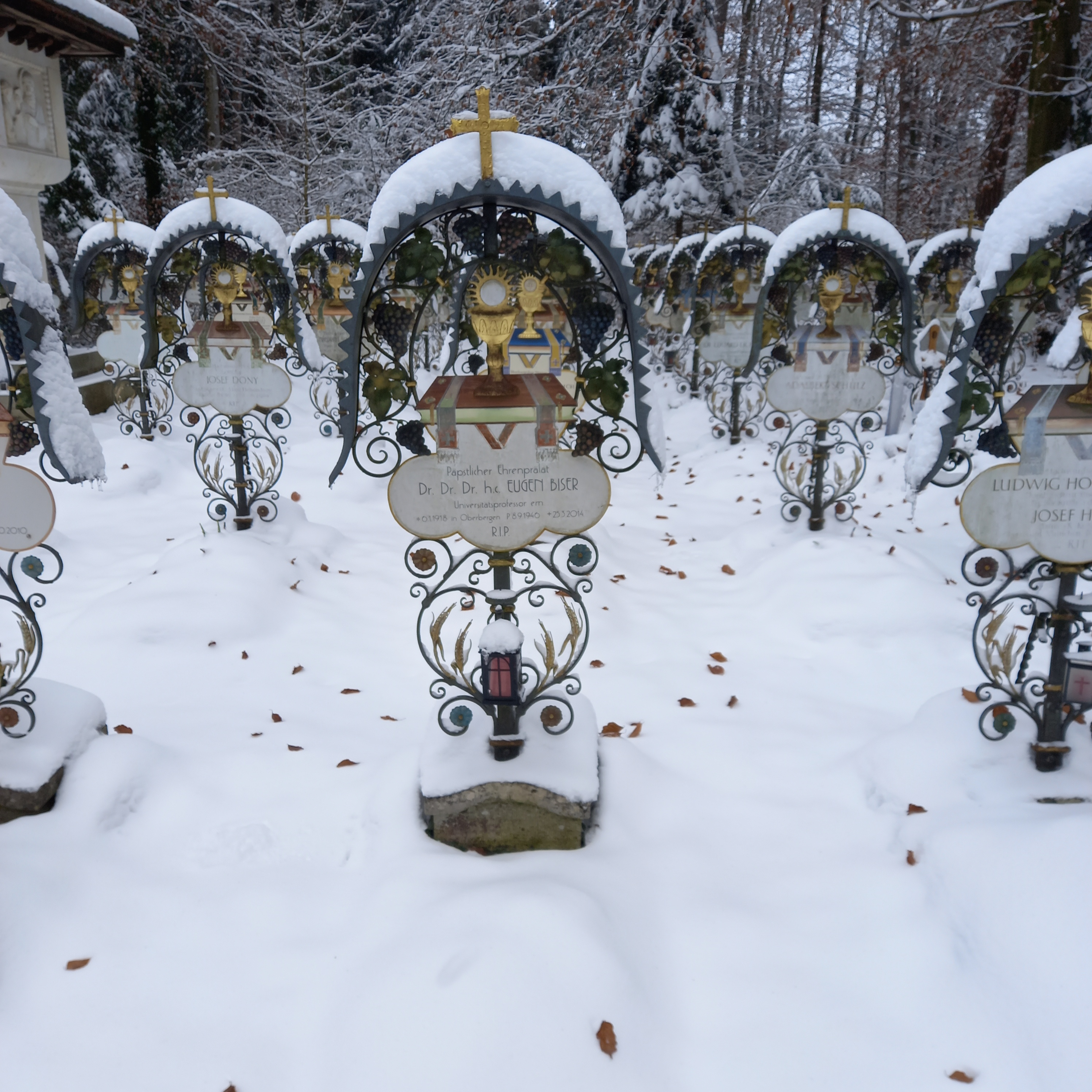
Das Grab von Eugen Biser auf dem Waldfriedhof (München)

## Leben
Eugen Biser wurde 1918 als Sohn des Volksschullehrers Karl Biser und dessen Ehefrau Zita Biser, geborene Müller, in Oberbergen am Kaiserstuhl geboren. Er besuchte von 1930 bis 1937 das Realgymnasium in Breisach am Rhein und Freiburg im Breisgau. Sein 1938 begonnenes Theologiestudium an der Albert-Ludwigs-Universität Freiburg wurde durch den Zweiten Weltkrieg unterbrochen. Als Soldat im Zweiten Weltkrieg wurde er wegen abfälliger Bemerkungen über Adolf Hitler vor ein Kriegsgericht gestellt, das ihn in ein Himmelfahrtskommando in der Schlacht von Stalingrad schickte. Biser wurde dabei schwer verwundet. 1946 beendete er in Freiburg sein Studium und empfing im selben Jahr die Priesterweihe durch den Erzbischof Conrad Gröber in St. Peter im Schwarzwald. Nach Einsätzen als Vikar in Tannheim, Oberwolfach und Muggensturm war Biser anschließend bis 1964 als Religionslehrer am Helmholtz-Gymnasium Heidelberg und als Kaplan an der Jesuitenkirche in Heidelberg tätig. 1956 wurde er bei vollem Stundendeputat beim späteren Freiburger Erzbischof Eugen Seiterich mit der Arbeit Grenzerfahrungen. Die Bedeutung der religiösen Grenzsituationen in den Werken Gertrud von le Forts an der Universität Freiburg zum Dr. theol. promoviert. 1961 wurde Biser bei Karl Löwith mit der Arbeit Gott ist tot. Nietzsches Destruktion des christlichen Bewusstseins an der Universität Heidelberg zum Dr. phil. promoviert. 1965 erarbeitete er seine Habilitation bei vollem Stundendeputat als Religionslehrer an der Universität Würzburg mit der Schrift Theologische Sprachtheorie und Hermeneutik und erhielt die venia legendi für Fundamentaltheologie.
Im Jahr 1965 erhielt er einen Ruf auf eine Professur für Fundamentaltheologie an die damalige Philosophisch-Theologische Hochschule Passau (ab 1978 Universität Passau), dem er 1967 folgte. 1969 wurde er an die Julius-Maximilians-Universität Würzburg berufen. Seine Antrittsvorlesung an der Universität Würzburg hielt er am 13. Juli 1970 über Nietzsches Kritik des christlichen Gottesbegriffs und ihre theologischen Konsequenzen. In der Würzburger Zeit (bis 1974) nahm er auch Lehrstuhlvertretungen an der Philipps-Universität Marburg, der Ruhr-Universität Bochum und der Universität des Saarlandes wahr.
Von 1974 bis 1986 hatte er in der Nachfolge Karl Rahners den Romano-Guardini-Lehrstuhl für Christliche Weltanschauung und Religionsphilosophie an der Ludwig-Maximilians-Universität München (LMU) inne. Nach seiner Emeritierung 1987 wurde Hans Maier sein Nachfolger. Biser initiierte im Wintersemester 1987/1988 an der LMU das Seniorenstudium, das seit dem Jahr 2000 fakultätsübergreifend organisiert ist und das er seit Beginn bis September 2007 leitete. Das Seniorenstudium sollte nach Biser nicht nur einen Beitrag leisten, um den lebenslangen Wissenserwerb zu verwirklichen und die dritte Lebensphase sinnerfüllt zu gestalten, sondern er verband damit auch die Idee der „Begegnung, Verständigung und Zusammenführung der Generationen“.
Außerdem wirkte Eugen Biser von 1979 bis 2007 als Universitätsprediger. Nahezu jeden Sonntagabend zelebrierte er in der Universitätskirche St. Ludwig die heilige Messe und predigte. Dabei wurde die gegenseitige Befruchtung von Seelsorge und Theologie deutlich: „Durch seine Theologie und seine Sprachgewalt hat er wie selten ein anderer die Gestalt Jesu Christi seinen Hörern neu erschlossen. Gerade dies schätzten seine sehr zahlreichen Hörer, daß sie eine theologisch fundierte Predigt in einer ermutigenden Sprache zu hören bekamen.“
Im Alter von 90 Jahren zog sich Eugen Biser von seinen offiziellen Verpflichtungen zurück. Er starb in der Nacht vom 24. auf den 25. März 2014 im Alter von 96 Jahren in München. Das Requiem wurde am 4. April 2014 in der Universitätskirche St. Ludwig in München von Reinhard Kardinal Marx gehalten. Seine letzte Ruhestätte hat Eugen Biser im alten Teil des Waldfriedhofes München in dem Abschnitt der Priestergräber gefunden.

## Wirken
Eugen Biser veröffentlichte rund 150 Bücher zu Fragen der Glaubensbegründung, der Religionsphilosophie, insbesondere zu Friedrich Nietzsche, zu Paulus und zur Theologie der Zukunft sowie rund 1000 Aufsätze. Neben seiner wissenschaftlichen Tätigkeit und seinem Engagement als Universitätsprediger in St. Ludwig München hielt Biser zahlreiche Vorträge im deutschsprachigen Raum. Alois Glück charakterisierte ihn als „Wissenschaftler, der pastoral denkt und handelt, stets dem konkreten Menschen zugewandt“. Eugen Bisers Wirken überwindet daher die gegenwärtige Kluft zwischen theologischer Wissenschaft und pastoraler Praxis: „Sie tut dies primär nicht mittels wissenschaftstheoretischer Hinweise oder methodischer Bemühungen, sondern einfach aufgrund ihres Verweises auf Jesus Christus, der als innerer Lehrer Theorie und Praxis als komplementäre Seiten der einen Glaubenswirklichkeit sichtbar macht.“
Bedeutsam war Bisers jahrelanger Kontakt und persönliche Freundschaft zu Personen aus Kunst, Wissenschaft, Gesellschaft, Medien, Wirtschaft und Politik. Helmut Kohl bezeichnete seinen Duzfreund als „Pastor in allen Lebenslagen“. Auch Theo Waigel konnte auf Bisers Beistand bauen, besonders als er von der RAF bedroht wurde: „ich hatte immer theologischen Beistand. Einer war Eugen Biser, der große Religionsphilosoph in München, der mich fast jeden Sonntag anrief.“ Auch Erwin Teufel und Paul Kirchhof zählten zu seinen Freunden.
Die Katholisch-Theologische Fakultät der Universität Graz verlieh dem homo universalis Eugen Biser am 14. November 2002 die Ehrendoktorwürde der Theologie für sein Lebenswerk. Der bayerische Ministerpräsident Günther Beckstein würdigte Eugen Biser in seiner Laudatio zum 90. Geburtstag des Theologen als Universalgelehrten. Auch Altbundeskanzler Helmut Kohl und der ehemalige nordrhein-westfälische Ministerpräsident Jürgen Rüttgers würdigten in ihren Reden den persönlichen Freund. Eugen Biser war Gründungsmitglied der Europäischen Akademie der Wissenschaften und Künste, Salzburg und leitete als Dekan die Klasse VII – Weltreligion seit Anbeginn im Jahre 1990.

## Auszeichnungen und Ehrungen
- 1983 Ernennung zum Päpstlichen Ehrenprälaten durch Papst Johannes Paul II.
- 1989 Korrespondierendes Mitglied der Heidelberger Akademie der Wissenschaften
- 1993 Verdienstmedaille des Landes Baden-Württemberg
- 1995 Namensgeber der „Eugen Biser Grundschule“ in Oberbergen im Kaiserstuhl
- 1997 Romano-Guardini-Preis der Katholischen Akademie in Bayern
- 1997 Verdienstkreuz 1. Klasse der Bundesrepublik Deutschland
- 1998 Bayerischer Verdienstorden
- 2001 Peter-Wust-Preis
- 2002 Gertrud-von-Le-Fort-Preis
- 2002 Ehrendoktorwürde der Theologie der Karl-Franzens-Universität Graz
- 2002 Österreichisches Ehrenzeichen für Wissenschaft und Kunst
- 2002 Namensgeber und später Ehrenpräsident der „Eugen-Biser-Stiftung“ in München
- 2003 Bayerischer Maximiliansorden für Wissenschaft und Kunst
- 2003 Ehrenbürger der Gemeinde Meckenbeuren
- 2004 Bayerische Verfassungsmedaille in Gold
- 2008 Toleranzpreis der Europäischen Akademie der Wissenschaften und Künste
- 2009 Ehrendoktorwürde der Philosophie der Ukrainischen Freien Universität München

## Institutionen
Die Absicht, das theologisch-wissenschaftliche Werk von Eugen Biser einerseits zu bewahren und andererseits für die Zukunft zu erschließen und fortzuführen, hatte im Jahr 2002 die Gründung der Eugen-Biser-Stiftung zur Folge. Biser war Mitgründer, Vorsitzender des Stiftungsrates und – nach seinem Ausscheiden aus dem Stiftungsrat – Ehrenpräsident der gemeinnützigen Eugen-Biser-Stiftung für Dialog aus christlichem Ursprung, München. Die Stiftung widmet sich besonders der wissenschaftlichen Bewahrung, Verbreitung und Vertiefung seines Werkes sowie dem Dialog mit den monotheistischen Religionen Judentum und Islam.
Mit dem seit 2003 in unregelmäßigen zeitlichen Abständen verliehenen Eugen-Biser-Preis werden herausragende Persönlichkeiten des öffentlichen und akademischen Lebens geehrt, die sich in ihrem Wirken um die in der Theologie Eugen Bisers hervorgehobenen Werte herausragend verdient gemacht haben. Bisherige Preisträger waren Ferdinand Hahn (2002), Karl Kardinal Lehmann (2005), Ghazi bin Muhammad bin Talal, Scheich Habib Ali Zain al-Abideen al-Jifri und Mustafa Cerić (2008), Norbert Lammert (2012), Charlotte Knobloch (2016) und Herzog Franz von Bayern (2019).
2014 wurde durch Freunde und Förderer der Eugen-Biser-Stiftung der Eugen-Biser-Stiftungslehrstuhl an der Hochschule für Philosophie München errichtet, den Georg Sans SJ innehat.
Den Namen Eugen Bisers trägt die Grundschule an Bisers Geburtsort Oberbergen, sowie ein Saal im Haus der Begegnung an der Jesuitenkirche in Heidelberg. Zu seinem 100. Geburtstag im Jahr 2018 wurde in der Universitätskirche St. Ludwig München eine bronzene Gedenktafel mit dem Relief Eugen Bisers durch Reinhard Kardinal Marx eingeweiht.

## Zentrale Themenbereiche der Theologie Eugen Bisers

### Einflüsse
Charakteristisch für Biser ist nicht nur eine breite biblische (v. a. paulinische) Fundierung und die Bezugnahme auf Kirchenväter und frühchristliche Schriftsteller (u. a. Gregor von Nyssa, Ignatius von Antiochien, Irenäus von Lyon, Maximus Confessor), sondern auch eine umfassende Einbeziehung von bildender Kunst, Musik und Dichtung. Mit Gertrud von Le Fort und Friedrich Nietzsche setzte Biser sich in seinen Promotionsschriften auseinander und nahm zeitlebens auf sie Bezug. Daneben sind Namen zu nennen wie u. a. Oskar Pfister, Romano Guardini, Sigmund Freud, Karl Jaspers, Martin Buber oder Martin Heidegger. Hervorzuheben ist ferner der Einfluss der existentiellen Herangehensweise Søren Kierkegaards.

### Zeitdiagnose, Auseinandersetzung mit Religionskritik und Selbstkritik der Theologie
Ausgangspunkt von Bisers Denken ist das Bemühen um eine tiefgreifende Analyse der Gegenwart. Um die eingeforderte Rückbesinnung auf die Mitte des Christentums und die Neuentdeckung Jesu zu ermöglichen, erachtet Biser es für erforderlich, auf die Lebenssituation heutiger Menschen einzugehen. Diese ist immer auch von gesellschaftlichen und zeitlichen Kontexten geprägt. Erst so kann die christliche Botschaft heute Gehör finden und als Antwort auf die Sinnfrage dienen. Die Gegenwart charakterisiert Biser einerseits als eine „Zeit der sich in Wissenschaft, Technik und Politik Zug um Zug realisierenden Utopien“. Andererseits hat die Gegenwart einen „rückschlägigen“ Charakter, da viele der errungenen Fortschritte und Möglichkeiten in Technik, Medizin oder Medien nicht nur zur größeren Selbstwerdung des Menschen, sondern auch zur Entfremdung des Menschen führen.
Hervorzuheben ist Bisers Auseinandersetzung mit religionskritischen Positionen wie v. a. mit Friedrich Nietzsche und dessen Rede vom „Tod Gottes“ als Signatur der Gegenwart. Gerade in Auseinandersetzung mit Nietzsche kommt er zur Einsicht, dass das Christentum keine moralische, sondern eine mystische Religion sei: „Das Christentum hat eine Moral, es ist keine Moral.“
Die von Biser für Theologie und Kirche geforderte Rückbesinnung auf die „Mitte des Christentums“, d. h. auf Jesus Christus, enthält auch eine Kritik an der gegenwärtigen Theologie. Biser meint, Theologie habe ihre mystische und therapeutische Dimension abgestoßen und stattdessen einem abstrakten und theoretischem Systemdenken den Vorrang eingeräumt. In Anschluss an Kierkegaard vergleicht Biser den Systemdenker „mit dem Architekten eines großen hochgewölbten Palastes, der es nur versäumte, sich darin eine Wohnung einzurichten und deshalb genötigt ist, nebenan in einer Scheune […] zu hausen. Danach war die Systemtheorie ein Gedankengebäude, aber kein Lebensraum, in dem der Mensch eine Unterkunft, Geborgenheit und Hilfe in seinen Problemen und Nöten gefunden hat.“

### Glaube
Die zentrale Bedeutung der Thematisierung von „Glaube“ im Werk von Eugen Biser, lässt sich bereits an der Auswahl vieler Buchtitel ablesen, wie z. B. „Glaubensverständnis“, „Glaubensprognose“ oder „Glaubensprobleme“. Darin beschäftigt er sich mit den Grundfragen nach dem Wesen des christlichen Glaubens, den Möglichkeiten heute zu glauben und mit den positiven revolutionären Kräften im Leben eines gläubigen Menschen. Dabei interessieren Biser weniger bestimmte Glaubenswahrheiten als vielmehr die Bedingungen und Möglichkeiten, in denen Menschen heute den christlichen Glauben neu entdecken und leben können. „Glauben“ bedeutet für Biser ein unmittelbares Gottesverhältnis, eine „Einwurzelung in die Gotteswirklichkeit“. Dieses Verhältnis bezeichnet er auch als „Freundschaft“ bzw. „Gottesfreundschaft“.

### Glaubensgeschichtliche Wende(n)
Der Glaube ist in der Gegenwart in einer vierfachen Wende begriffen: (1) vom Gehorsams- zum Verstehensglauben, (2) vom Bekenntnis- zum Erfahrungsglauben, (3) vom Leistungs- zum Verantwortungsglauben und (4) vom Gegenstands- zum Identitätsglauben: Die erste Wende ergab sich aus der Autoritätskrise in der Neuzeit. Biser unterscheidet mit Hans-Georg Gadamer zwischen der auf Selbsterhalt ausgerichteten Autorität des Machthabers und einer sich verschenkenden Autorität. In der Offenbarung wendet Gott sich dem Menschen zu, um ihn „ins Einvernehmen mit sich zu ziehen“. Mit der zweiten Wende kritisiert Biser Theologie und Kirche die Erfahrungsdimension verloren zu haben und stattdessen fast ausschließlich den Glaubensinhalt fokussiert zu haben. Mit der dritten Wende ruft Biser ins Gedächtnis, dass sich der Gläubige seiner eigenen Verantwortung bewusst zu muss. Entscheidend für die Gegenwart ist jedoch die vierte Wende, die eine innerliche Dimension intendiert: „Sie hat ihren Drehpunkt darin, dass sich der Geglaubte selbst in den Glaubensvollzug einmischt und ihn in mystischer Interaktion mit dem Glaubenden zum Ziel führt.“

### Das Christentum als spirituell-mystische Religion
Das Christentum ist nach Biser keine doktrinär-moralische Religion, sondern eine spirituell-mystische und therapeutische Religion. Diese Einsicht folgt aus der Auferstehung Jesu, dem „Dreh- und Angelpunkt des Christentums“. Die zentrale Frage bei der Auferstehung ist für Biser, „wohin“ Christus auferstanden ist. In Anschluss an Gal 2,20 weist er darauf hin, Auferstehung in erster Linie als eine Einwohnung in die Herzen der Gläubigen zu verstehen. Mit Jesus als dem inwendigen Lehrer (in Anschluss an Ignatius von Antiochien als „Christomathie“ bezeichnet), vermag der Mensch in seinem Bezug zum göttlichen Vater immer mehr christusförmig zu werden und dadurch zur eigentlichen Selbstbestimmung als „Gotteskind“ zu gelangen.

### Gläubige Angstüberwindung und therapeutische Dimension des Glaubens
In der Gegenwart macht Biser ein ganzes Panorama von Ängsten ausfindig: „eine so noch nie gewesene Lebensangst“ so schreibt Biser in Anschluss an Karl Jaspers ist „zum Begleiter des heutigen Menschen geworden“. Durch die Auferstehung Jesu Christi gilt aber das Christentum nicht nur als die Religion der Todüberwindung, sondern auch als Religion der Angstüberwindung. Der Auferstandene selbst ist der „rettende Therapeut“. Erst in der Beziehung und Freundschaft zu ihm können die Wurzelängste des Menschen, die Angst vor Gott, vor den Mitmenschen und vor sich selbst nicht nur beruhigt, sondern überwunden werden.

### Modalanthropologie und Gotteskindschaft
Während Theologie und Philosophie klassischerweise danach fragen, „was der Mensch ist“, betont Biser weniger die Wesensbestimmung des Menschen als vielmehr die in ihm angelegten Möglichkeiten. Daher erachtet er die Frage Gottes an das erste Menschenpaar „Adam, wo bist Du?“ (Gen 3,8) für sehr viel relevanter. Der Mensch ist ein Wesen der Freiheit, das aus unbegrenzt vielen Möglichkeiten wählen kann. Ist aber der Mensch das, was er sein könnte, und hat er eingeholt, dass er von Gott sehr viel größer gedacht und entworfen ist?
Die höchsten Freiheitsmöglichkeiten des Menschen erkennt Biser in der „Gotteskindschaft“. Biser entfaltet eine Theologie der Gotteskindschaft in Auseinandersetzung mit Friedrich Nietzsches „Also sprach Zarathustra“ und den darin genannten drei Verwandlungen des Menschen, bildhaft ausgedrückt: vom unterdrückten Kamel über den machthungrigen Löwen zum spielerisch freien Kind. Das Kind-Sein darf aber keinesfalls als Infantilisierung verstanden werden, sondern als ein „Spitzenbegriff christlicher Anthropologie“. In der Erhebung des Menschen zur Gotteskindschaft gelangen die Freiheitsmöglichkeiten des Menschen erst an ihr Ziel. Der Weg dorthin führt allein über die Beziehung zum liebenden Vatergott in der mystischen Präsenzweise Jesu Christi im Inneren des Gläubigen. Durch die Liebeszusage Gottes kann der Mensch seine Lebensangst überwinden und seine Daseinsmöglichkeiten frei entfalten.

### Medientheorie
Ausgehend von einem modalanthropologischen Menschenbild widmet sich Biser in umfassender Weise den Entwicklungen der Technik und dem Einfluss moderner Massenmedien. Die Beschäftigung mit Medien erachtet Biser nicht nur als zeitdiagnostische, sondern auch als entscheidend theologische Fragestellung. Medien betreffen den Menschen direkt und unentrinnbar im Selbst-, Welt- und Gottesbezug, im Glauben und im Verhältnis zu Kirche und Verkündigung. Dabei ruft Biser in Erinnerung, dass sich das Christentum in seinem Glauben und in seiner Verkündigung wesentlich auf ein Medium stützt, nämlich die Heilige Schrift. Gerade in den Evangelien wird der Leser in die Rolle eines Augen- und Ohrenzeugen versetzt, so dass diese erzählten Sekundärerfahrungen einen Charakter von individuellen Primärerfahrungen gewinnen können.

### Religiöse Sprachbarrieren und Glaubenskommunikation
Bereits seit seiner Habilitationsschrift beschäftigte Biser sich mit den Möglichkeiten und Hindernissen von Sprache („Religiöse Sprachbarrieren“), die einen Zutritt zum Glauben ermöglichen, aber ebenso erschweren oder verhindern können. Dabei erschöpft sich seine Diagnose keineswegs in der Kritik an einer religiösen Binnensprache. Vielmehr ist sein Denken von dem grundsätzlichen Bemühen gekennzeichnet, nach den Möglichkeiten und Hindernissen in der Gegenwart zu suchen, um den christlichen Glauben rational und existentiell als frohe Botschaft zu artikulieren. So soll gewährleistet werden, dass diese Botschaft nachhaltig verstanden und erfahren wird.

### Das Christentum als sekundäre, nicht primäre Schriftreligion
Biser betont immer wieder, dass das Christentum im Unterschied zum Islam, aber auch zum Mormonentum keine primäre, sondern nur eine sekundäre Schriftreligion ist. Erst nachträglich entwickelte sich das Christentum zu einer Schriftreligion, da Jesus Christus selbst weder etwas geschrieben noch Aufzeichnungen in Auftrag gegeben hat. Der zentrale Bezugspunkt eines Christen bleibt der lebendige Auferstandene. Die Heilige Schrift gibt als dessen authentische Dokumentation Kunde davon.

### Bildende Kunst, Literatur und Musik als Glaubenszugang
Es gehört zu den Kennzeichen von Bisers Werk, dass er sich kontinuierlich auf die in bildender Kunst, Literatur und Musik gegebenen Zeugnisse des christlichen Glaubens bezieht. Gerade darin ist ein intuitiver Zugang und ein schöpferisches Verhältnis zum Glaubensmysterium gegeben. Als fördernd für das Glaubensbewusstsein sieht er die visionäre Grundintention, die dem Künstler in ein schöpferisches Verhältnis zum religiösen Mysterium vermittelt. In diesem Sinne spricht Biser sogar von einem „musikalischen Gottesbeweis“. Diese Glaubenszeugnisse in Kunst, Musik und Literatur haben etwas befreiend Unberechenbares und bilden ein gewisses Gegengewicht zu rein technisch-rationalen Weltauffassungen in der Gegenwart.

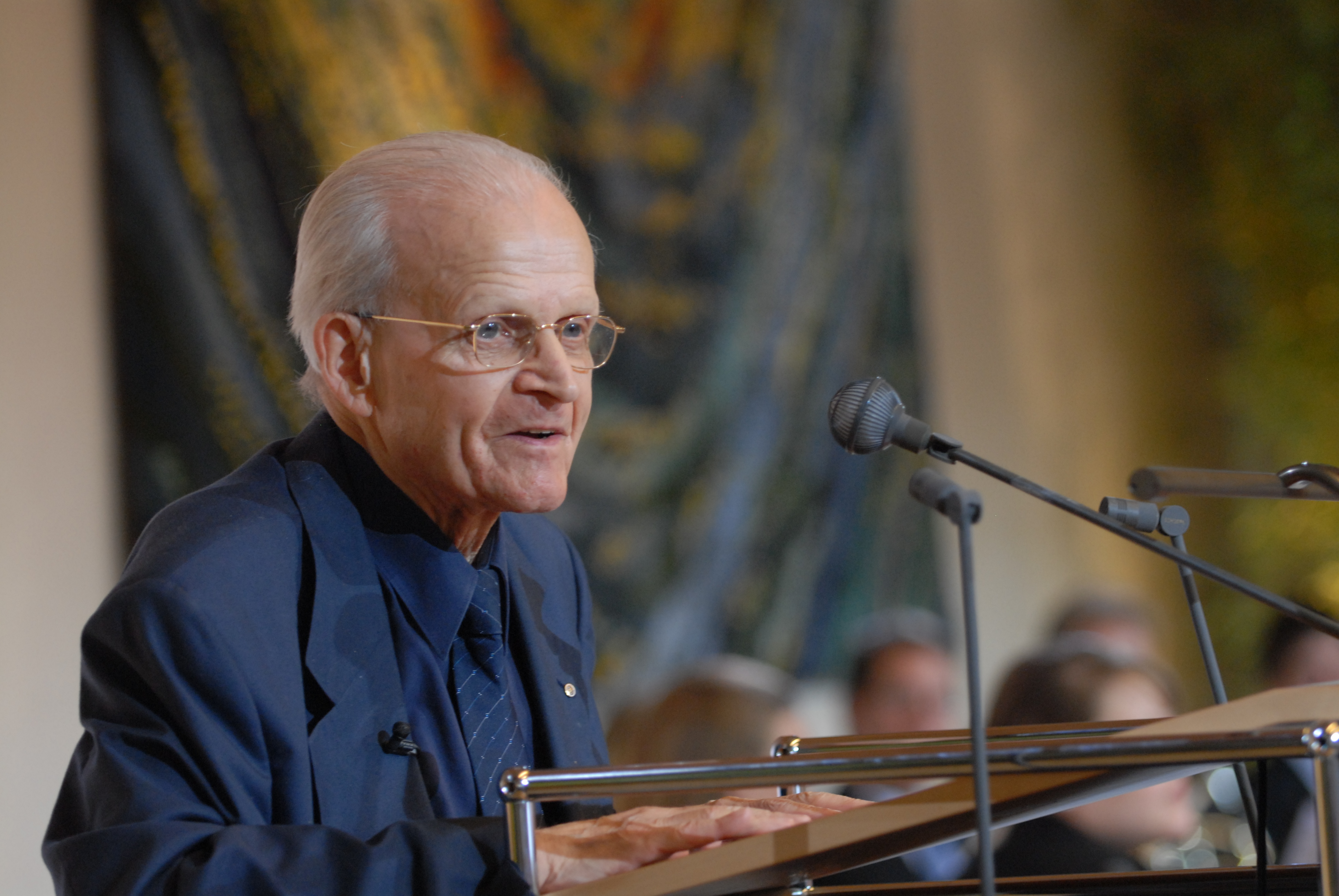
Eugen Biser, Vortrag anlässlich seines 90. Geburtstags (Foto: Gerd Pfeiffer)

### Christliche Freiheitserfahrung in Politik und Geschichte
Nicht nur Zustimmung erfuhr Bisers These, dass der Fall der Berliner Mauer 1989 und die dadurch ermöglichte friedliche Vereinigung Deutschlands (und Europas) in freiheitlicher Demokratie als Wirken Gottes in der Geschichte zu deuten sei. Sie ist aber in dem Sinne zu verstehen, dass nur dort vom Wirken des christlichen Gottes gesprochen werden kann, wo für den Menschen konkret im Hier und Jetzt Freiheit verwirklicht wird.

### Dialog
Da Christ-Sein als eine dialogisch-personale Wirklichkeit anzusehen ist, muss Theologie, wenn sie ihrem Gegenstand gerecht werden will, ebenfalls dialogisch angelegt sein. Methodisch grundgelegt wird das darin, dass Biser nicht einer „Wahrheit des Christentums“, sondern der personalen „Wahrheit Jesu Christi“ den Vorrang einräumt. Dieses dialogische Prinzip gilt dabei nicht nur für den – für Biser höchstbedeutsamen – Dialog mit anderen christlichen Konfessionen oder den interreligiösen Dialog, insbesondere mit Judentum und Islam, sondern als methodisches Grundprinzip von Theologie und Kirche und als Prinzip des Glaubens. Dazu gehört auch der Dialog mit Nicht- und Andersglaubenden. Schließlich ist an den Menschen der Anspruch und Anruf gerichtet, Dialogpartner und Freund Gottes zu sein.

## Werk

### Veröffentlichungen (Auswahl)
- Grenzerfahrungen. Die Bedeutung der religiösen Grenzsituationen in den Werken Gertrud von le Forts – Freiburg im Breisgau 1956 (Dissertation zum Dr. theol.)
- Gott ist tot. Nietzsches Destruktion des christlichen Bewusstseins, München 1962 (Dissertation zum Dr. phil.)
- Theologische Sprachtheorie und Hermeneutik, München 1970 (Habilitationsschrift)

- Der Helfer. Eine Vergegenwärtigung Jesu, Kösel München 1973, ISBN 3-466-20157-8
- Der Freund. Annäherungen an Jesus. Piper München/Zürich 1989, ISBN 3-492-10981-0
- Glaubenskonflikte. Strukturanalyse der Kirchenkrise; Herder Freiburg i. B. u. a. 1989, ISBN 3-451-08687-5
- Glaubensprognose. Orientierung in postsäkularistischer Zeit; Styria Graz u. a. 1991, ISBN 3-222-11996-1
- Paulus. Zeuge, Mystiker, Vordenker; Piper München und Zürich 1992, ISBN 3-492-11477-6
- Der inwendige Lehrer. Der Weg zu Selbstfindung und Heilung; Piper München und Zürich 1994, ISBN 3-492-11852-6
- Der Mensch – das uneingelöste Versprechen. Entwurf einer Modalanthropologie; Patmos Düsseldorf 1995, ISBN 3-491-77965-0
- Überwindung der Lebensangst. Wege zu einem befreienden Gottesbild; Don Bosco München 1996, ISBN 3-7698-0836-3
- Hat der Glaube eine Zukunft?; Patmos Düsseldorf 1994, 3. Aufl. 1997, ISBN 3-491-77954-5
- Überwindung der Glaubenskrise. Wege zur spirituellen Aneignung; Don Bosco München 1997; 2001, ISBN 3-7698-1058-9
- Der Glaube der Christen; Eugen Biser u. a. (Hrsg.), (Band 1: Ein ökumenisches Handbuch; Band 2: Ein ökumenisches Wörterbuch), Pattloch München 1999 / 2001, ISBN 3-629-00862-3 / ISBN 3-629-00861-5
- Gott im Horizont des Menschen; Glaukos Limburg 2001, ISBN 3-930428-13-X
- Glaubensbekenntnis und Vaterunser. Eine Neuauslegung; Patmos Düsseldorf 1993, 2003, ISBN 3-491-69401-9
- Paulus. Zeugnis – Begegnung – Wirkung; WBG Darmstadt 2003, ISBN 3-534-17208-6
- Einweisung ins Christentum; Patmos Düsseldorf 1997, 2. Aufl. 1998, ISBN 3-491-77012-2; 2004, ISBN 3-491-69406-X
- Gotteskindschaft und Menschenwürde – Eine Neue Anthropologie; Glaukos Limburg 2006, ISBN 3-930428-28-8
- Mensch und Spiritualität, Eugen Biser und Richard Heinzmann im Gespräch; WBG Darmstadt 2008, ISBN 978-3-534-20862-3
- Theologie der Zukunft, Eugen Biser im Gespräch mit Richard Heinzmann; WBG Darmstadt 2005, 3. Aufl. 2008, ISBN 978-3-534-26758-3
- Jesus. Sein Lebensweg in neuem Licht; Friedrich Pustet Regensburg 2008, ISBN 978-3-7917-2110-1
- Der Mensch im Horizont Gottes; Glaukos Limburg 2007, ISBN 978-3-930428-27-4
- Weisheit – Idee und Ethos; Glaukos Limburg 2011, ISBN 978-3-930428-35-9
- Gotteskindschaft. Die Erhebung zu Gott; WBG Darmstadt 2007, ISBN 978-3-534-19689-0
- Christomathie. Eine Neulektüre des Evangeliums. Mit einer Einführung von Martin Thurner. Im Auftrag der Eugen-Biser-Stiftung aus dem Nachlass herausgegeben von Richard Heinzmann und Monika Schmid; WBG Darmstadt 2018, ISBN 978-3-534-40000-3
- Geistesgegenwart. Das mystische Fortleben Jesu. Mit einer Einführung von Martin Thurner. Im Auftrag der Eugen-Biser-Stiftung aus dem Nachlass herausgegeben von Richard Heinzmann und Monika Schmid; WBG Darmstadt 2019, ISBN 978-3-534-27138-2.

### Bild- und Tondokumente
- Theologie der Zukunft. Eugen Biser im Gespräch mit Richard Heinzmann, 29-teilige Gesprächsserie im Bildungskanal des Bayerischen Rundfunks BR-alpha (2003)
- Neue Spiritualität. Eugen Biser im Gespräch mit Richard Heinzmann. 13-teilige Gesprächsserie im Bildungskanal des Bayerischen Rundfunks BR-alpha (2004)
- Das christliche Menschenbild. Eugen Biser im Gespräch mit Richard Heinzmann. 13-teilige Gesprächsserie im Bildungskanal des Bayerischen Rundfunks BR-alpha (2005)
- Schauen und Glauben. Reinhold Baumstark und Eugen Biser im Gespräch vor ausgewählten Gemälden der Alten Pinakothek München. 15-teilige Gesprächsserie im Bildungskanal des Bayerischen Rundfunks BR-alpha (2005)
- Chancen des Christseins – Perspektiven einer neuen Theologie, CD-Edition, Glaukos Limburg 2005, ISBN 978-3-930428-26-7
- Das Kirchenjahr mit Predigten von Eugen Biser. Digitalisierte Predigten von Eugen Biser aus der Universitätskirche St. Ludwig München.[53]

### Vorträge
- Religion als Basis und Ferment der Kultur Vortrag anlässlich der Festveranstaltung der Stiftung am 14. Januar 2006 unter dem Thema „Dialog der Religionen“

#### Monografien
- Richard Heinzmann, Theologie der Zukunft. Neuansatz und Konsequenzen der Theologie Eugen Bisers, Freiburg i. Br. 2019, ISBN 978-3-451-38665-7.
- Thomas Brose: Kein hoffnungsloser Fall. Gott und Mensch bei Eugen Biser. Eine Einführung, Peter-Lang-Verlag, Berlin u. a. 2018, ISBN 978-3-631-75793-2.
- Markus Krienke: Iustitia in dignitate. Grundlegungsfragen einer christlichen Rechtsethik, Habilitationsschrift (LMU München) 2009 (unter besonderer Berücksichtigung des christologisch-anthropologischen Ansatzes Eugen Bisers).
- Ralph Fischer: Macht der Glaube heil? – Der christliche Glaube als Heilsmacht im Anschluss an Eugen Biser und Eugen Drewermann. Peter-Lang-Verlag, Frankfurt am Main 2006 (gleichzeitig Diss., Otto-Friedrich-Universität Bamberg 2005), ISBN 3-631-54767-6.
- Joachim Reger: Die Mitte des Christentums – Eugen Bisers Neubestimmung des Glaubens als exemplarischer Versuch gegenwärtiger Theologie. Habilitationsschrift, mit einem Nachwort von Eugen Biser, Trier 2005, ISBN 3-7902-1302-0.
- Andreas Schaller: Gott brach sein Schweigen. Verlag Sankt Michaelsbund, München 1999, ISBN 3-920821-13-0 (Eine allgemeinverständliche Einführung in das Denken und das Werk Eugen Bisers).
- Joachim Dauer: Glaubend Gott verstehen. Der fundamentaltheologische Beitrag Eugen Bisers. Dissertation, Diss. theol. Pont. Univ. Gregoriana, Rom 1991.

#### Sammelbände
- Martin Thurner (Hrsg.): Die Hauptwerke Eugen Bisers im Diskurs. Mit einer Zeittafel zu Leben und Werk Eugen Bisers, Freiburg i. Br. 2020 [im Druck]
- Markus Enders, Holger Zaborowski (Hrsg.): Jahrbuch für Religionsphilosophie, Band 17 (Abhandlungen zum Schwerpunktthema: Das Denken Eugen Bisers). Karl Alber, Freiburg und München 2020, ISBN 978-3-495-46507-3.

- Georg Sans (Hrsg.): Gottesbilder. Eugen Biser als theologischer Grenzgänger; Herder: Freiburg-Basel-Wien 2017, ISBN 978-3-451-38141-6.
- Existenzangst und Mut zum Sein. Eugen-Biser-Lectures Band 1. Herausgegeben von Gunter Wenz. 1. Auflage, Göttingen: Vandenhoeck & Ruprecht, 2014, 191 Seiten kartoniert, ISBN 978-3-525-56017-4.
- Die Mitte des Christentums. Einführung in die Theologie Eugen Bisers. Herausgegeben von Richard Heinzmann und Martin Thurner. Darmstadt: Wissenschaftliche Buchgesellschaft, 158 Seiten, 2011, ISBN 978-3-534-23525-4 (Einer der wichtigsten Theologen der Gegenwart dargestellt von den führenden Biser-Experten.)

- Dialog aus christlichem Ursprung. Fünf Jahre Eugen-Biser-Stiftung. Limburg: Glaukos-Verlag 2008, 498 Seiten, ISBN 978-3-930428-31-1 (Eine vielseitige und verständliche Einführung in Denken und Werk Eugen Bisers sowie ein guter Überblick über die Arbeit seiner Stiftung)

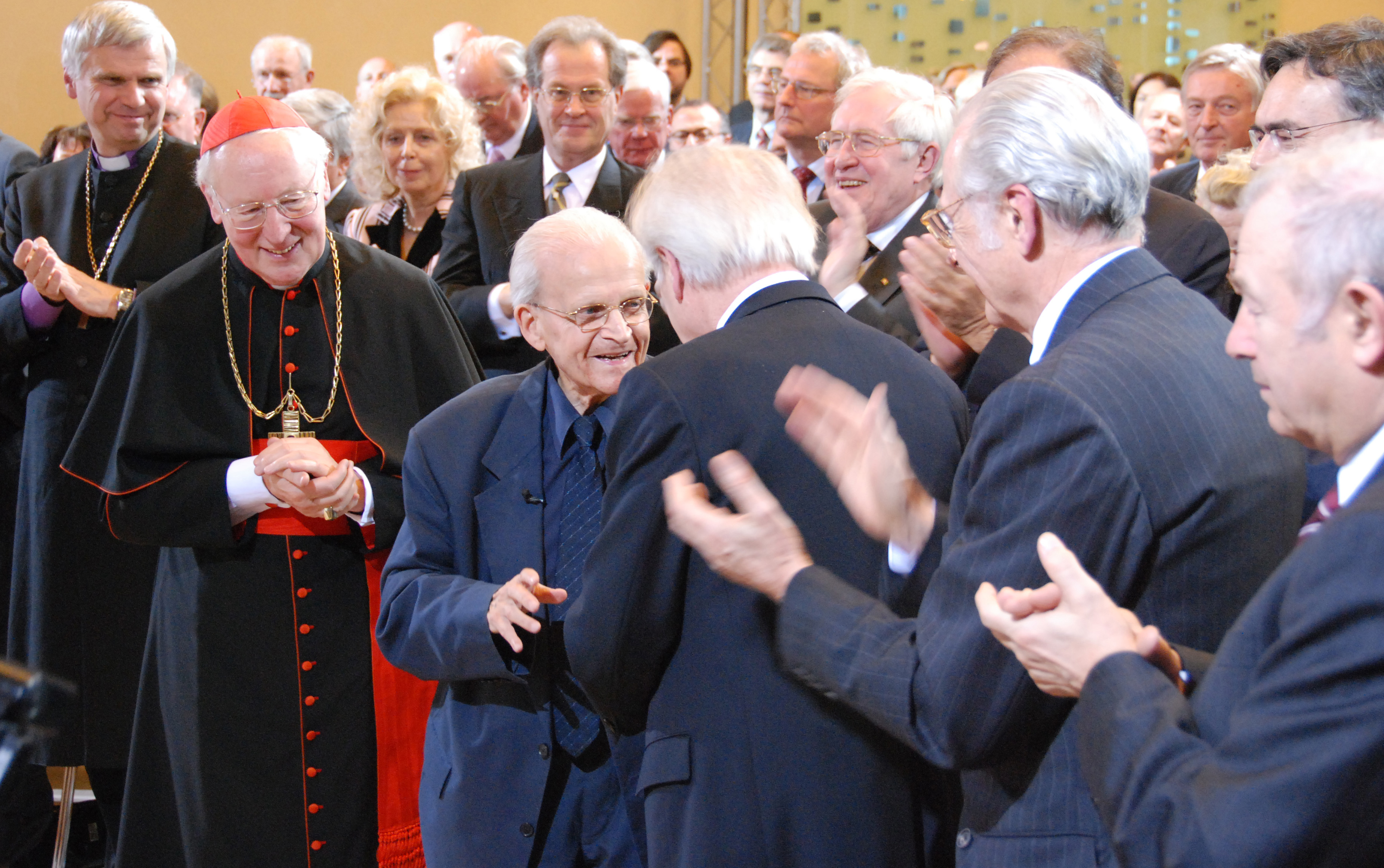
Festakt anlässlich von Eugen Bisers 90. Geburtstags in der Katholischen Akademie Bayern (Foto: Michael Leh)

#### Beiträge in Zeitschriften und Sammelbänden
- Maximilian Gigl: Wirkort der Christusgemeinschaft. Eugen Biser über den christlichen Sakralbau, in: Das Münster. Zeitschrift für christliche Kunst und Kunstwissenschaft 74 (2021/2), S. 117–123.
- Maximilian Gigl: Angst. Von der Gegenwartsanalyse Martha C. Nussbaums zur gläubigen Überwindung nach Eugen Biser, in: Münchener Theologische Zeitschrift 71 (2020/2), S. 186–191 (online unter: https://mthz.ub.uni-muenchen.de/MThZ/article/download/5292/5590).
- Lydia Bendel-Maidl: Resonanzen zwischen Theologie und Malerei, Eugen Biser und Erich Schickling, in: Münchener theologische Zeitschrift 70 (2019), S. 35–56.
- Thomas Brose: Wie Theologie Leben prägt. Glaube und Existenz bei Eugen Biser, in: Herder Korrespondenz, 72. Jg., 1 (2018).
- Thomas Brose: Der Mensch als uneingelöstes Versprechen. Theologie und Anthropologie bei Eugen Biser: Eine Erinnerung zum 100. Geburtstag, in: Theologie der Gegenwart, 60. Jg., 4 (2017).
- Georg Sans: Die Entdeckung der Subjektivität. Eugen Biser, der Apostel Paulus und die Religionsphilosophie. In: Stimmen der Zeit 233 (2015), Heft 2, S. 87–94.
- Woty Gollwitzer-Voll: Wirkort der Christusgemeinschaft, Christus Medicus – Heilung als Mysterium, Eugen Bisers konfessionsübergreifender Entwurf zur Christus-Medicus-Thematik, in: dies., Christus Medicus – Heilung als Mysterium: Interpretationen eines alten Christusnamens und dessen Bedeutung in der Praktischen Theologie, Paderborn (Verlag Brill / Schöningh) 2007, S. 301–313.
- Richard Heinzmann: Vom System zur Lebenswirklichkeit. Der Grundgedanke der Theologie Eugen Bisers. In: Eugen Biser, Richard Heinzmann: Theologie der Zukunft. Eugen Biser im Gespräch mit Richard Heinzmann, WBG Darmstadt 2005, 3. Aufl. 2008, ISBN 978-3-534-26758-3, S. 137–146.
- Thomas Brose: Im Dialog mit Nietzsche. Eugen Biser 85 Jahre alt. In: Rheinischer Merkur (2. Januar 2003).
- Medard Kehl: Die Kirche bei Eugen Biser: zur ekklesiologischen Dimension seines Denkens, in: Stimmen der Zeit 219 (2001/5), S. 319–332.
- Ferdinand Hahn: Rechtfertigung und Christusmystik bei Paulus: ein Beitrag zum Gespräch mit Eugen Biser, in: Stimmen der Zeit 216 (1998), 777–781.
- Erwin Möde: Die anthropologische Dimension der „hermeneutischen Fundamentaltheologie“ Eugen Bisers, in: Münchener Theologische Zeitschrift 47 (1996), S. 267–277 (online unter: https://mthz.ub.lmu.de/MThZ/article/view/1996H3S267-277/3871)
- Erwin Möde: Der ekklesiologische Ansatz in E. Bisers hermeneutischer Fundamentaltheologie, in: Münchener theologische Zeitschrift 46 (1995), S. 375–380 (online unter: https://mthz.ub.uni-muenchen.de/index.php/MThZ/article/view/3885)
- Armin Kreiner: F.J. Fuchs: »Ich glaube, darum rede ich« (2 Kor 4,13). Eugen Bisers hermeneutische Theologie. In: Communicatio Fidei (= Festschrift für Eugen Biser). Herausgegeben von Horst Bürkle und Gerold Becker, Pustet: Regensburg 1983, ISBN 3-7917-0769-8, S. 399–414.
- Thomas Ruster: Sakramentales Verstehen: ein Beitrag zum theologischen Wahrheitsverständnis und zugleich ein Gespräch mit Eugen Biser und Ernst Fuchs, Frankfurt am Main [u. a.] Lang 1983 (= Disputationes theologicae 14)
- Dieter Borchmeyer: Wodurch hat Wagner Nietzsche tödlich beleidigt? Eine Replik auf Eugen Bisers Aufsatz „Glaube und Mythos“, in: Philosophisches Jahrbuch 92 (1985), 149–156.
- Gerhold Becker: Dimensionen des Christlichen: zu einigen Neuerscheinungen Eugen Bisers, in: Theologie der Gegenwart 23 (1980), S. 39–45.
- Gerhold Becker: Denkender Glaube – gläubiges Denken. Das Werk Eugen Bisers, in: Stimmen der Zeit 196 (1978), S. 130–133.

### Bibliographie zum Werk Eugen Bisers
Monika Schmid, wissenschaftliche Mitarbeiterin der Eugen-Biser-Stiftung, hat unter der Leitung von Richard Heinzmann eine Bibliographie zum Werk Eugen Bisers erstellt. Die Eugen-Biser-Bibliographie ist unter Mitwirkung von Hannes Bräutigam anlässlich von Eugen Bisers 95. Geburtstag online verfügbar.
Martin Thumer (Hg.); Eugen Biser. Die Hauptwerke im Diskurs. Mit einer Zeittafel im Leben und Werk Eugen Bisers. Freiburg: Verlag Herder 2020.

### Predigten Eugen Bisers
Predigten von Eugen Biser aus seiner Zeit als Universitätsprediger in St. Ludwig, München hat die Eugen-Biser-Stiftung digitalisiert. Auf dem YouTube-Kanal der Stiftung ist eine Predigtfolge verfügbar.